# Орсини

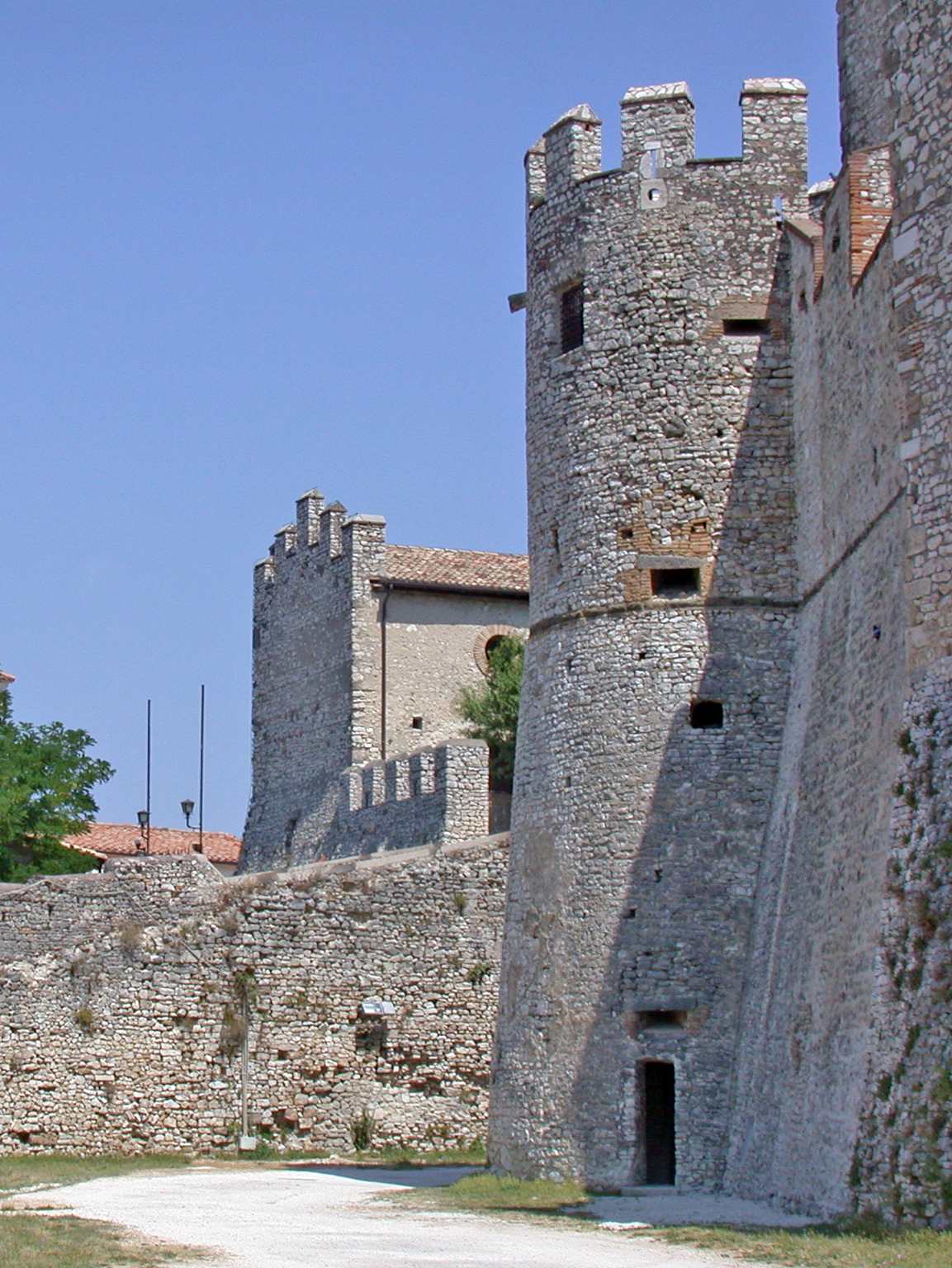
Замок Орсини в Нероле, Лаций

Орси́ни — римский феодальный род, выделившийся в XI в. из рода Бобони (Boboni). Согласно семейному преданию, Орсини и Бобони происходят от Юлиев-Клавдиев. Первым, кто именовался попеременно Бобони и Орсини, был неизвестный по имени отец Пьетро Бобони-Орсини и дед Гиацинто Бобони-Орсини (1110—1198), вошедший в историю как папа Целестин III. Все Орсини, будучи гвельфами, поддерживали папскую власть над Италией. Из этого рода вышло пять римских пап, 34 кардинала, кондотьеры. Особого положения, богатства и власти Орсини добились в XIII веке. Орсини находились во враждебных отношениях с влиятельным римским родом Колонна. Вражда их была прекращена папской буллой 1511 года. В 1571 году главы родов Колонна и Орсини женились на племянницах Сикста V.
Представителям рода Орсини родство с родом Клавдиев (Патрицианский Римский род) позволило в одно время стать деспотами Эпира (Николай Орсини, 1318—1323; Иоанн Орсини, 1323—1335; Никифор II Орсини, 1335/36— 1339, 1340, 1356—1359. В 1530-х-1540-х годах, а также Валерио Орсини был венецианским губернатором Далмации. Род Орсини существует до сих пор.
Родственными узами с этим родом, тесно себя связали представители рода Медичи (Правители Республиканского государства Флоренция), благодаря бракам; Лоренцо Де Медичи и Клариче Орсини, в свою очередь Пьеро Де Медичи и Альфонсины Орсини (Регент Флорентийской Республики).
В Италии род ассоциируется с так называемой духовной знатью и аристократией, напрямую связанной с духовенством Католической церкви — Чёрной знатью, то есть знатью, находящейся в трауре и скорби (чёрный цвет, цвет траура) из-за заключения папы римского в Ватикане после объединения Италии. Сам термин берёт свое начало с чёрного духовенства. В Риме представители рода Орсини имели несколько палаццо (городских дворцов), среди них: Палаццо Орсини Таверна и Палаццо Каппони Стампа.
В Германии родство с домом Орсини отстаивают князья Розенберг. В 1540 году венецианский губернатор Далмации Валерио Орсини официально признал своими родственниками сына и внука знаменитого архитектора и скульптора Юрая Далматинца, также известного как Джорджио Орсини (Giorgio Orsini).

## Представители семьи Орсини

### Светские представители
- Матфей I Орсини (?—1238) — маркграф Кефалинии и Закинфа с 1195 по 1238;
- Матфей II Орсини (?—1264) — маркграф Кефалинии и Закинфа с 1238 по 1264;
- Ричард I Орсини (?—1304) — маркграф Кефалинии и Закинфа с 1264 по 1304;
- Иоанн I Орсини (?—1316) — маркграф Кефалинии и Закинфа с 1304 по 1316;
- Николай Орсини (1295—1323) — маркграф Кефалинии и Закинфа с 1317 по 1323, деспот Эпира с 1318 по 1323;
- Иоанн II Орсини (?—1335) — маркграф Кефалинии и Закинфа с 1323 по 1324, деспот Эпира c 1323 по 1335;
- Никифор II Орсини (1328—1359) — правитель Эпира;
- Орсини, Раймондо дель Бальзо (1361—1406) — итальянский аристократ;
- Орсини, Джованни Антонио дель Бальцо (1386—1463) — итальянский аристократ, сын предыдущего;
- Орсини, Джеролама (1504—1570) — герцогиня Пармская и Пьяченцская;
- Орсини, Клариче (1453—1488) — жена Лоренцо Медичи, мать Папы Льва X.
- Орсини, Альфонсина (1472—1520)  — Жена Пьетро II Медичи, содействовавшая восстановлению власти Медичи.

### Церковные деятели семьи Орсини

#### Папы римские
- Целестин III (1106—1198) — папа римский (1191—1198).
- Николай III (ок. 1216—1280) — папа римский (1277—1280);
- Бенедикт XIII (1649—1730) — папа римский (1724—1730);

#### Кардиналы
- Орсини, Пьетро (? — 1073) — итальянский кардинал XI века;
- Орсини, Маттео Рубео (1262) — итальянский кардинал XIII века;
- Орсини, Латино Малабранка, O.P. (1278) (? — 1294) — итальянский кардинал XIII века, декан Священной Коллегии кардиналов;
- Орсини, Джордано (старший) (1278) — итальянский кардинал XIII века;
- Орсини, Наполеоне (1288) — итальянский кардинал XIII века;
- Орсини, Франческо Наполеоне (1295) — итальянский кардинал XIII—XIV веков;
- Орсини, Джованни Гаэтано (младший) (1316) — итальянский кардинал XIV века;
- Орсини, Маттео, O.P. (1327) — итальянский кардинал XIV века;
- Орсини, Ринальдо (1350) — итальянский кардинал XIV века;
- Орсини, Джакомо (1371) — итальянский кардинал XIV века;
- Орсини, Пончелло (1378) — итальянский кардинал XIV века;
- Орсини, Томмазо (1383) — итальянский кардинал XIV века;
- Орсини, Джордано (1405) (1360-е — 1438) — итальянский кардинал XV века, декан Священной Коллегии кардиналов;
- Орсини, Латино (1448) — итальянский кардинал XV века;
- Орсини, Косма, O.S.B. (1480) — итальянский кардинал XV века;
- Орсини, Джованни Баттиста (кардинал) (1483) — итальянский кардинал XV—XVI веков;
- Орсини, Франчотто (1517) — итальянский кардинал XVI века;
- Орсини, Флавио (1565) — итальянский кардинал XVI века;
- Орсини, Алессандро (1615) — итальянский кардинал XVII века;
- Орсини, Вирджинио (кардинал), O.S.Io.Hieros. (1641) — итальянский кардинал XVII века;
- Орсини д’Арагона, Доменико (1743) (1719—1789) — итальянский кардинал XVIII века, внучатый племянник Папы Бенедикта XIII.